# 武爾圖雷什蒂鄉 (阿爾傑什縣)
45°03′24″N 25°05′40″E / 45.0567°N 25.0945°E
武爾圖雷什蒂鄉（羅馬尼亞語：Comuna Vulturești, Argeș），是羅馬尼亞的鄉份，位於該國中南部，由阿爾傑什縣負責管轄，面積48平方公里，海拔高度534米，2007年人口2,892，人口密度每平方公里60人。